# Пјастови
Пјастови или Пјастовићи су владарска породица која је владала Пољском од 960. до 1370. године, са титулама кнезова, а потом и краљева. Бочне гране породице су наставиле да управљају кнежевинама Мазовском до 1526. године и Шлеском до 1675. године.

## Назив
Име су добили по легендарном родоначелнику Пјасту, сељаку из Гњезна који је припадао племену Пољана.

## Историјат
Кнез Мјешко I је примио хришћанство и увео га у Пољску крајем 10. века. Успео је да сачува самосталност Пољске одбранивши је од немачких напада. Највиши успон, под Пјастовима, Пољска достиже почетком 11. века када освајају Померанију и земље око Лабе и Одре. У то доба и надбискупија у Гњезну стиче самосталност. Од краја 11. века почињу међусобне борбе међу Пјастовима и додељивање удеоних кнежевина члановима породице, што додатно слаби врховну власт. Пољску су потресали стални напади и пљачке Немаца, а нису је заобишли ни Монголи у свом продору у Европу. Последњи Пјастовић Казимир III успео је да уједини пољске земље, а дошло је и до препорода у економском и културном смислу. Главна лоза Пјастовића престаје смрћу Казимира III који није имао мушких потомака.

## Владари
- Зјемовит Пјаст (9—10. век)
- Лешко Пјаст (9—10. век)
- Сјемомисл Пјаст (9—10. век)
- Мјешко I Пјаст (960—992)
- Болеслав I Пјаст Храбри (992—1025)
- Мјешко II Пјаст Ламберт (1025—1031)
- Безприм Пјаст (1031)
- Мјешко II Пјаст Ламберт (1031—1034)
- Казимир I Пјаст Обнављач (1034—1058)
- Болеслав II Пјаст Ћелави (1058—1079)
- Владислав I Херман(1079—1102)
- Збигњев Пјаст (1102—1107)
- Болеслав III Пјаст Кривоусти (1107—1138)
- Владислав II Пјаст (1138—1146)
- Болеслав IV Пјаст Коврџави (1146—1173)
- Мјешко III Пјаст Стари (1173—1177)
- Казимир II Пјаст Праведни (1177—1194)
- Лешко I Пјаст Бели (1194—1202)
- Владислав III Пјаст Лаконоги (1202)
- Лешко I Пјаст Бели (1202—1210)
- Мјешко IV Пјаст Плутоноги	(1210—1211)
- Лешко I Пјаст Бели (1211—1227)
- Владислав III Пјаст Лаконоги (1228)
- Конрад Пјаст Мазовски (1229—1232)
- Хенрик I Пјаст Брадати (1232—1238)
- Хенрик II Пјаст Побожни (1238—1241)
- Конрад Пјаст Мазовски (1241—1243)
- Болеслав V Пјаст Стидљиви (1243—1279)
- Лешко II Пјаст Црни (1279—1288)
- Хенрик IV Пјаст Прави (1288—1290)
- Пшемисл II Пјаст (1290—1291)
- Владислав I Пјаст Ниски (1306—1333)
- Казимир III Пјаст Велики (1333—1370).